# Dansville (hrabstwo Steuben)
Dansville – miasto w Stanach Zjednoczonych, w stanie Nowy Jork, w hrabstwie Steuben.
W roku 2023 jego populacja wynosiła 4315 osób.